# Rocca (fortificazione)

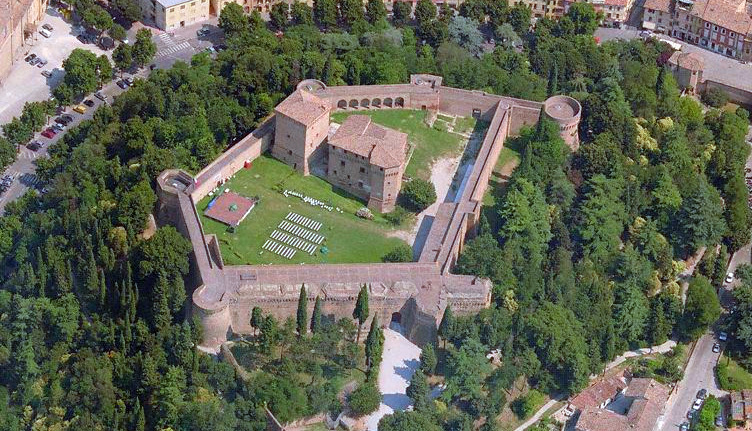
Rocca Malatestiana di Cesena vista dall'alto

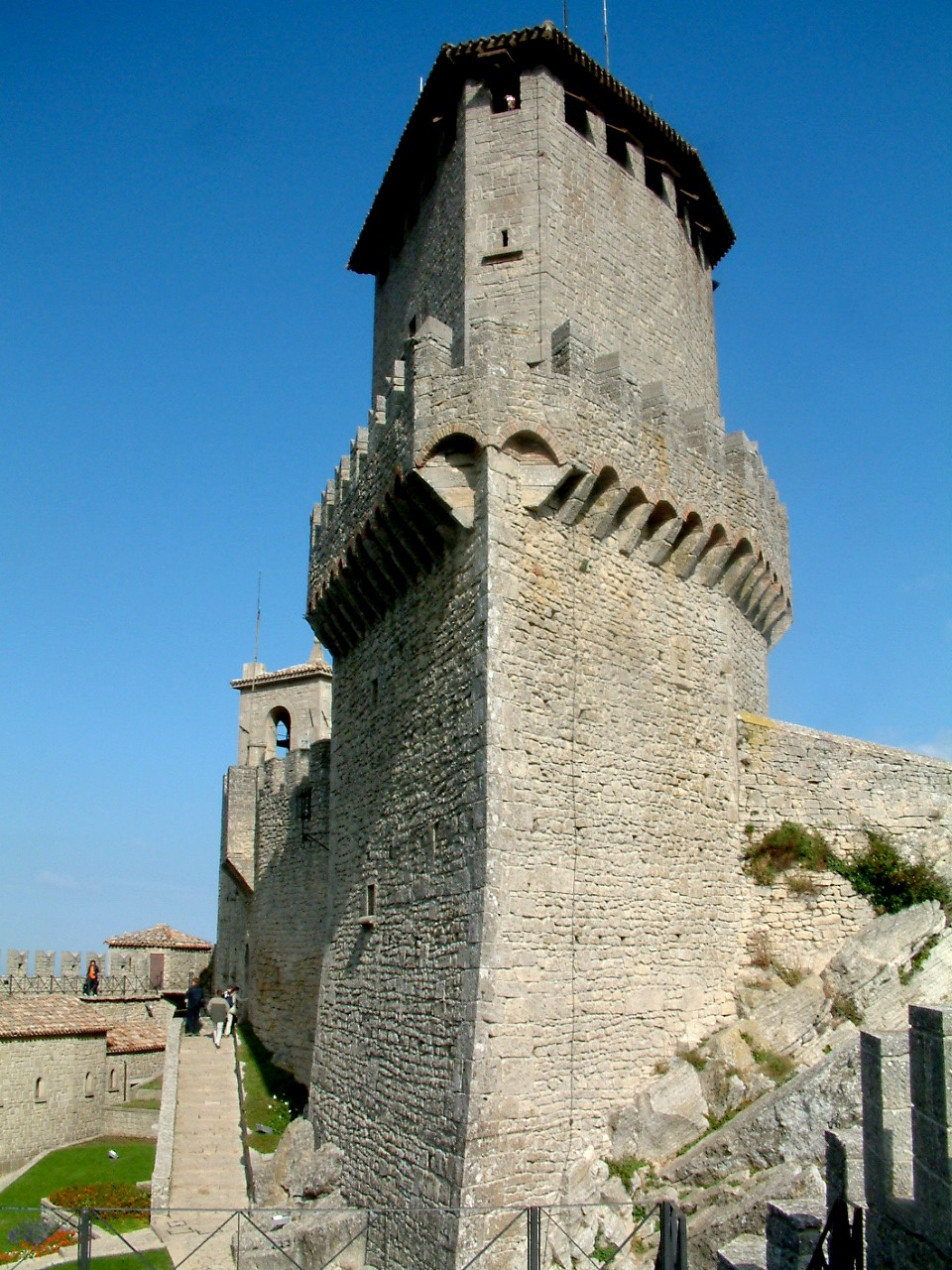
Uno scorcio della rocca di San Marino

La rocca (o roccaforte) è una costruzione fortificata tipica del Medioevo eretta a presidio di un territorio, del tutto simile al castello.

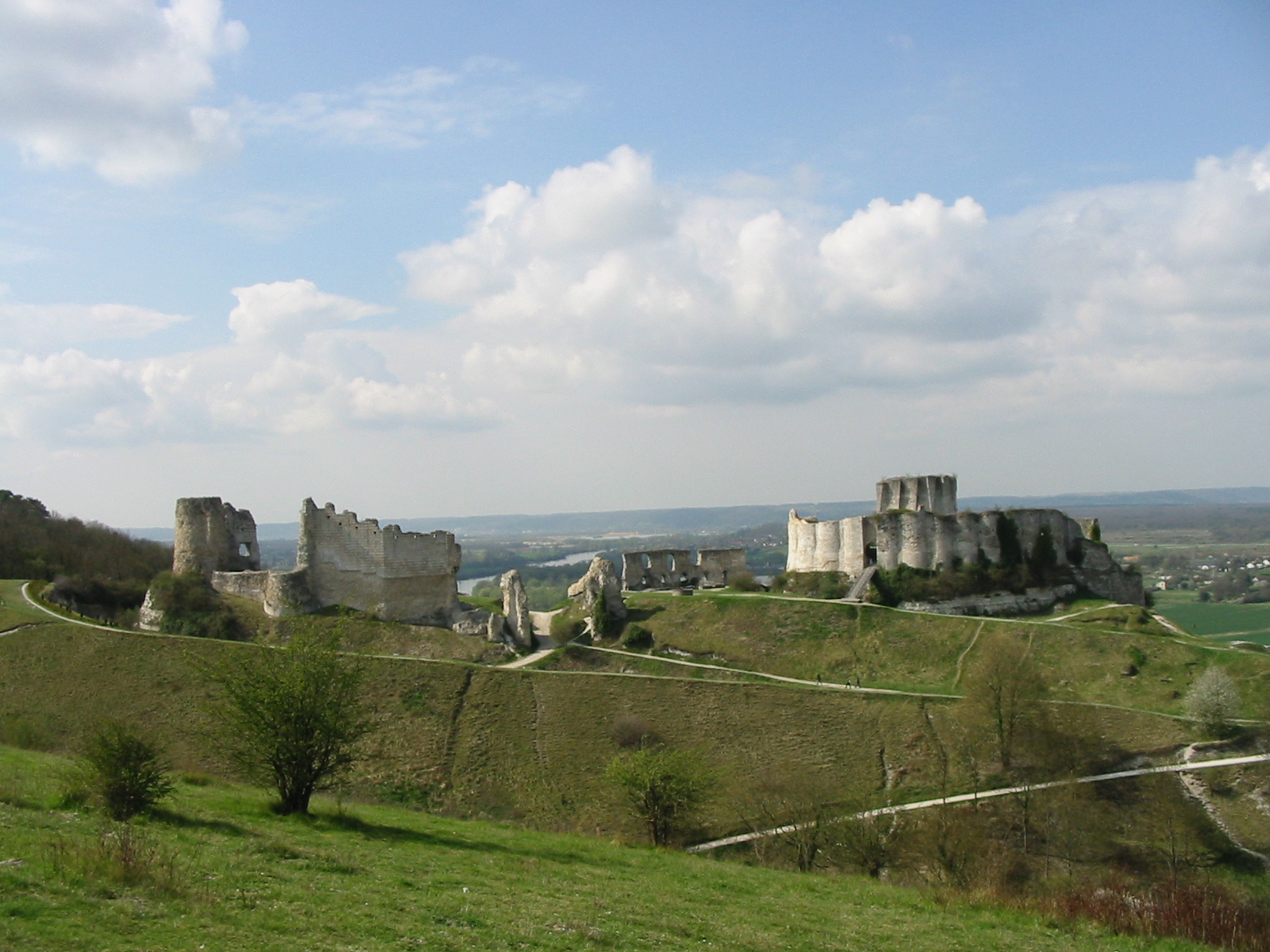
Vista generale di Chateau Gaillard, Normandia

I primi esempi di fortilizî erano strutture semplici e venivano definiti rocche anche perché spesso erano eretti (o, meglio, arroccati, da cui il termine "rocca") su vette impervie (anche se non mancano esempi diversi). Nell'uso comune termini come rocca, castello, maniero, cassero o cittadella possono essere sinonimi e indicare generalmente strutture fortificate (ad es. la Rocca di Forlì è di fatto una cittadella ed è in pianura). Il termine è frequente per piccoli castelli di montagna a presidio di un territorio ed è anche molto diffuso in alcune regioni italiane (Romagna e Toscana) e compare nei nomi di borghi come prefisso sin dal Medioevo. Può essere isolata rappresentando sotto forma di torre una fortificazione di dimensioni ridotte rispetto a un castello, oppure costruita all'interno di un castello dove in genere rappresenta una torre dello stesso.

## Storia

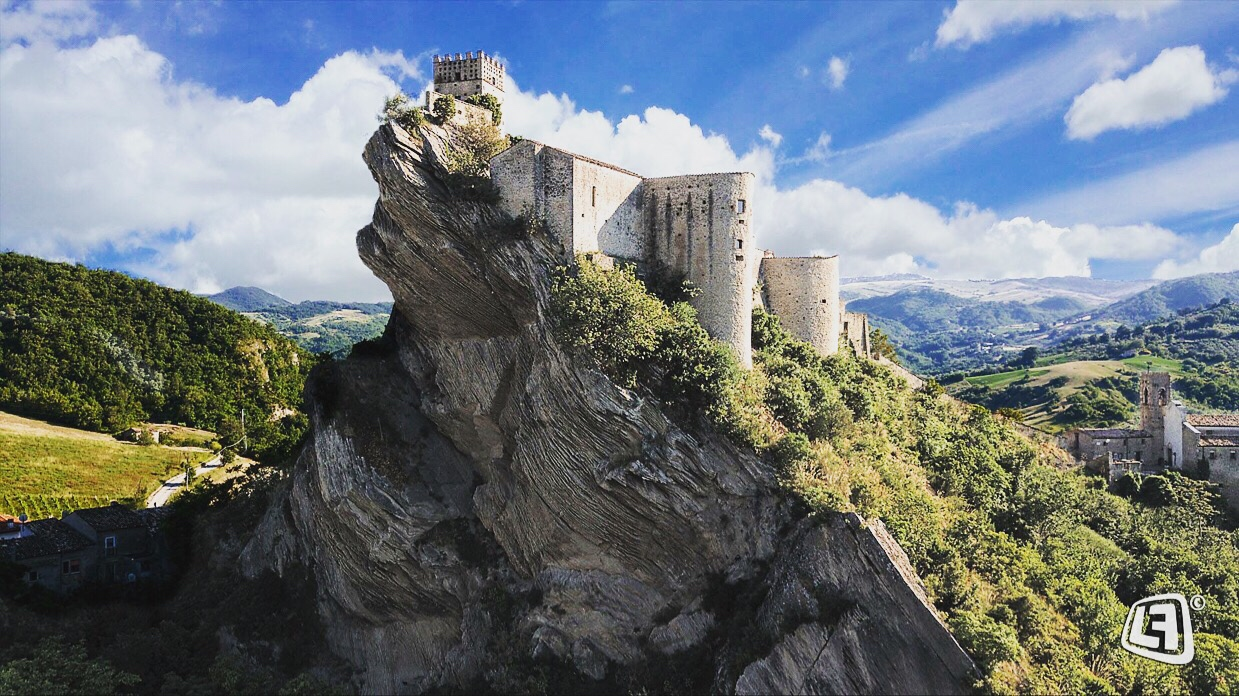
Roccascalegna

Nasce alla fine del Medioevo essenzialmente come evoluzione del castello medievale e precede la fortezza in quanto è una costruzione fortificata definita dagli studiosi "di transito" o "di transizione". Nasce dall'esigenza di rendere il castello sufficientemente massiccio da essere in grado di reggere all'artiglieria (da poco scoperta) fortificandolo maggiormente ove possibile con aggiunte o modificandolo in parte come per esempio l'inspessimento delle cortine murarie, la riduzione dell'altezza delle torri, etc, per aumentarne la solidità contro l'impeto delle nuove armi da fuoco; si cercò cioè di migliorare la situazione della difesa quando ancora non si era compresa appieno la nuova scienza bellica. Successivamente il termine venne sempre più spesso utilizzato per un sempre più ampio tipo di fortificazioni che siano esse precedenti o meno il periodo di transizione (XIV, XV e parte del XVI secolo). Per estensione si intende quindi anche una cittadella fortificata. Numerosi borghi italiani hanno il termine "rocca" davanti al loro nome in quanto costruiti storicamente attorno a una rocca.

### Esempi di rocche in Italia
- Roccascalegna
- Rocca Sforzesca di Soncino
- Rocca di Villalago
- Rocca di Urbisaglia
- Rocca d'Anfo
- Rocca di Arquata del Tronto
- Rocca di Ravaldino

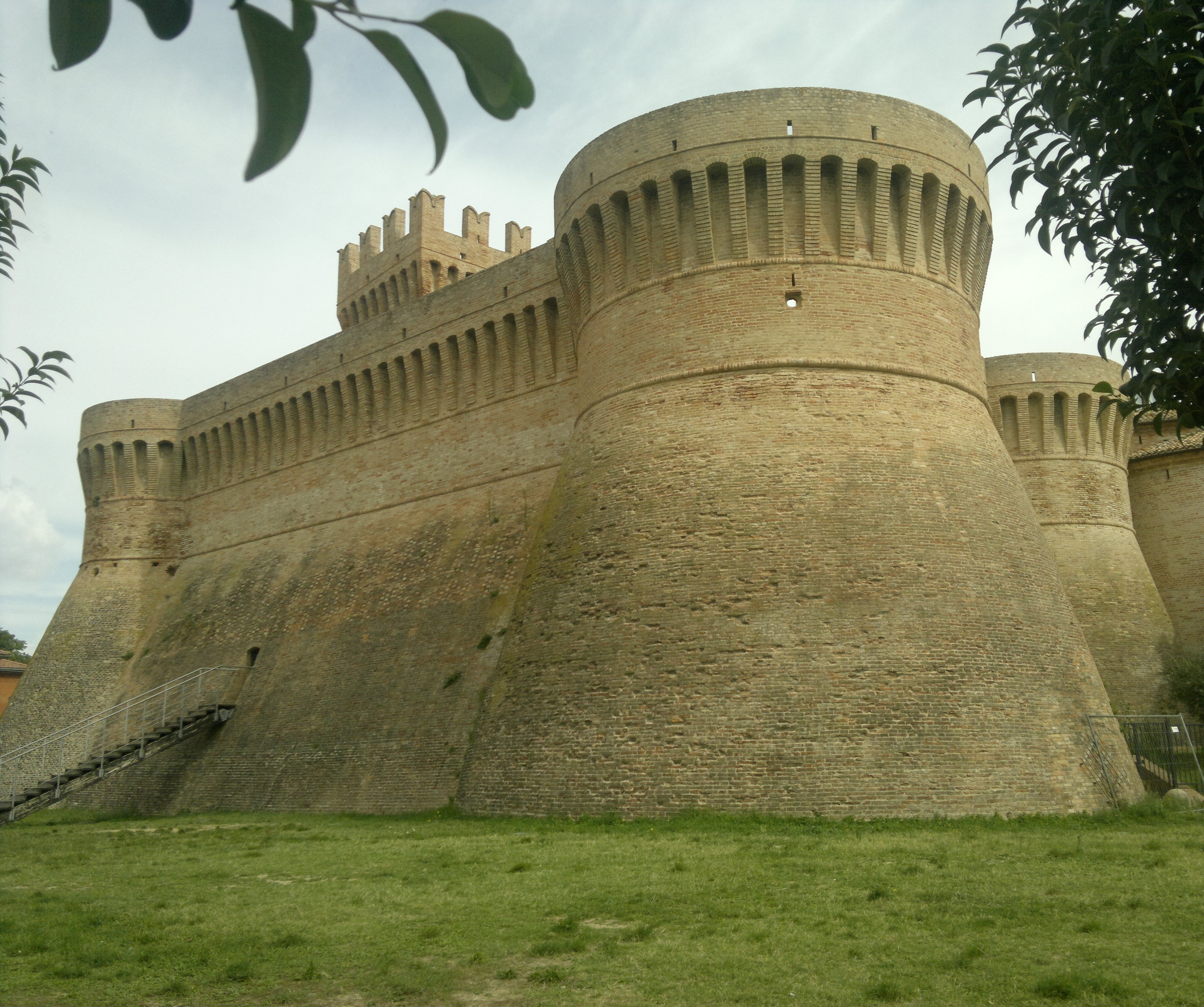
Rocca di Urbisaglia

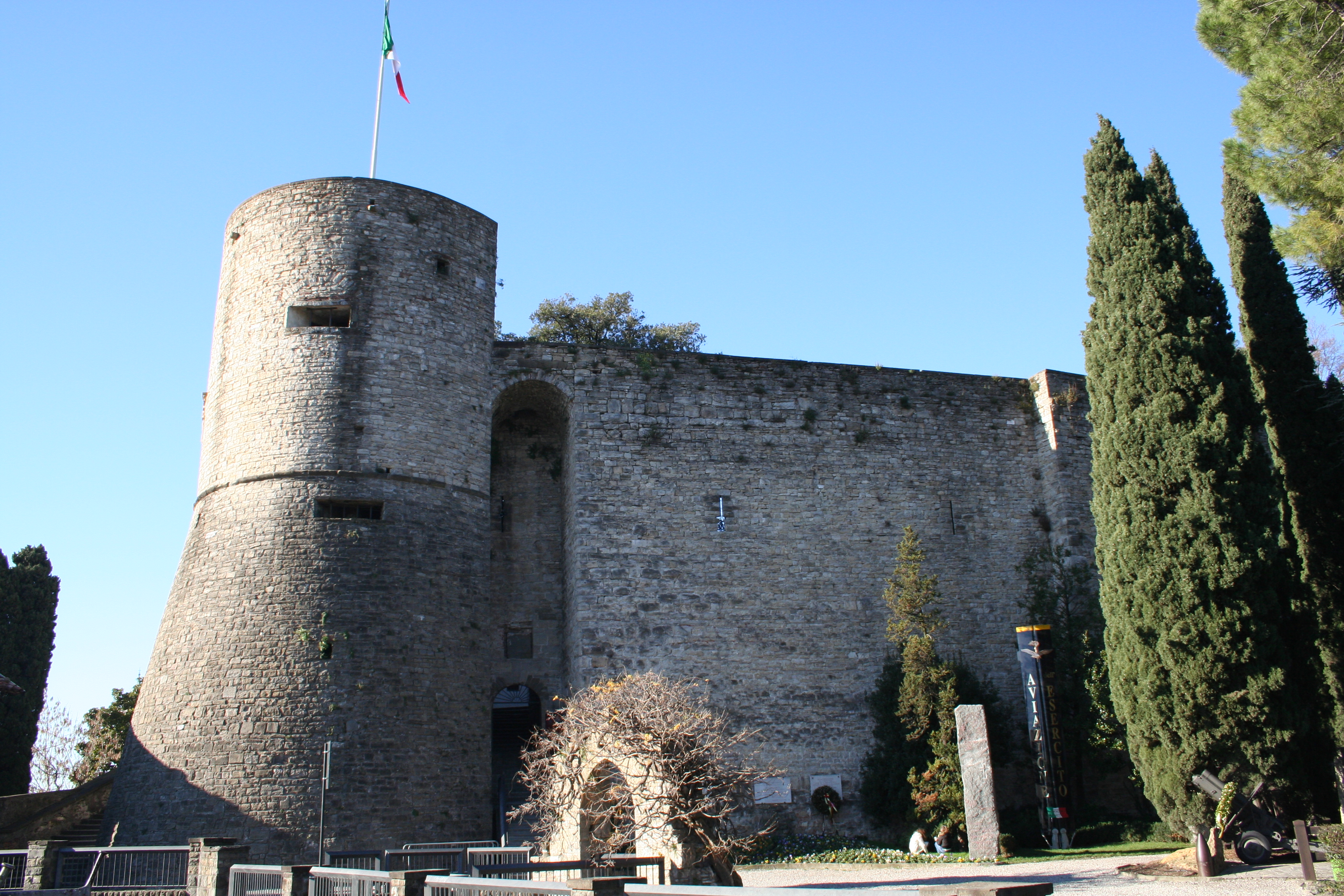
Rocca di Bergamo

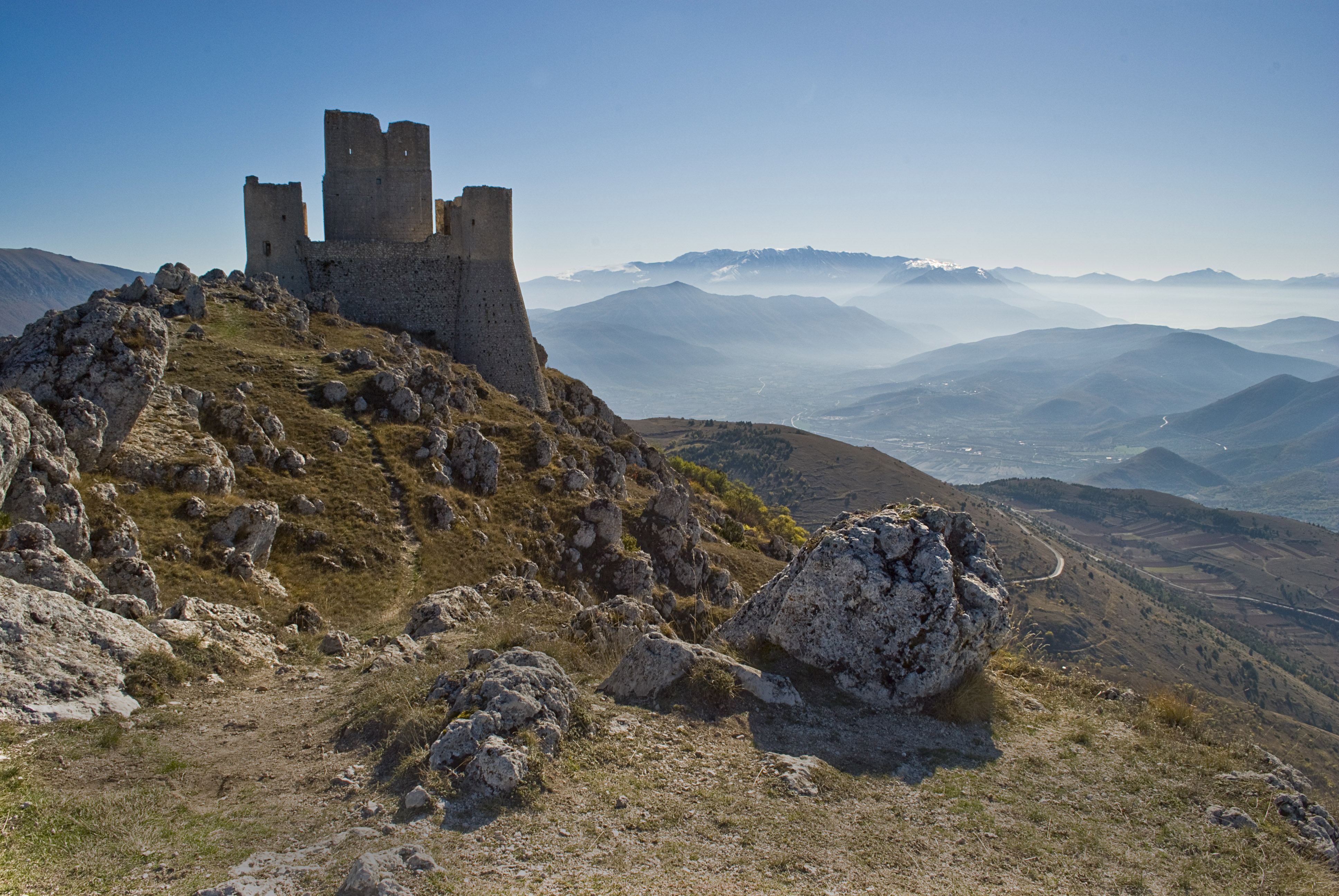
Rocca Calascio

- Rocca aldobrandesca (Porto Ercole)
- Rocca aldobrandesca (Giglio Castello)
- Rocca aldobrandesca (Scarlino)
- Rocca di Nepi
- Rocca Janula
- Rocca Borgesca
- Rocca Paolina
- Rocca di Bergamo
- Rocca dei Rettori
- Rocca di Forlimpopoli
- Rocca delle Caminate
- Rocca Flea
- Rocca di Sassocorvaro
- Rocca di Dovadola
- Rocca di Federico II
- Rocca Nuova
- Rocca di Lonato
- Rocca Pia (Tivoli)
- Rocca della Verruca
- Rocca di Asolo
- Rocca Roveresca (Mondavio)
- Rocca d'Olgisio
- Rocca Brancaleone
- Rocca dei Bentivoglio
- Rocca Sillana
- Rocca Calascio
- Torri di San Marino
- Rocca di Montevitozzo
- Rocca Orsini
- Rocca di Ostia
- Rocca Imperiale
- Rocca di Verrua
- Rocca (Trequanda)
- Rocca di Offagna
- Rocca Viscontea
- Rocca di San Leo
- Rocca San Felice
- Rocca del Sasso di Monte Feltro
- Rocca di San Paolino
- Rocca del Leone